# Mattiastrum calycinum
Mattiastrum calycinum är en strävbladig växtart som beskrevs av August Brand. Mattiastrum calycinum ingår i släktet Mattiastrum och familjen strävbladiga växter. Inga underarter finns listade i Catalogue of Life.